# Aiticha
Aiticha (Iticha, I-tach-ee), pleme Kings River Yokutsa s Kings Rivera u Kaliforniji srodni plemenima Choinimni, Chukaimina, Gashowu, Michahai i Toihicha, porodica Mariposan, čije se selo  'K'ipayu'  nalazilo kod Centervillea. Aitiche govore dijalektom jezika chukchansi. Naziv Kocheyali koji se često koristi kao sinonim za Aitiche, možda je označavao posebnu srodnu grupu.